# Ітата (провінція)
Ітата  (ісп. Provincia de Itata) — провінція в Чилі у складі регіону Ньюбле.
Включає 7 комун.
Територія— 2745 км². Населення — 53832 человек (2017). Щільність населення — 19.61 чол./км².
Адміністративний центр - Кіріуе.

## Географія
Провінція розташована на заході регіону Ньюбле.
Провінція межує:
- на півночі - провінція Каукенес;
- на сході - провінція Пунілья;
- на південному сході - провінція Дигильїн
- Півдні — провінція Консепсьйон;
- на заході - Тихий океан.

## Адміністративний поділ
Провінція включає 7 комун:
1. Кобкекура, адміністративний центр - Кобкекура.
2. Коелему, адміністративний центр - Коелему.
3. Нінуе, адміністративний центр - Нінуе.
4. Портесуело, адміністративний центр - Портесуело.
5. Кіріуе, адміністративний центр - Кіріуе.
6. Ранкіль, адміністративний центр - Ранкіль.
7. Трегуако, адміністративний центр - Трегуако.